# Škoda Fabia S2000
Skoda Fabia S2000 – samochód rajdowy zbudowany na bazie Fabii drugiej generacji, został po raz pierwszy zaprezentowany na 77. Geneva Motor Show w marcu 2007 roku. Model ten, nawiązując do ponad stuletniej historii Škody w świecie sportów motorowych, wskazuje kierunek rozwoju rajdowych pojazdów z Mladá Boleslav. Początkowo planowano debiut samochodu już w roku 2007, jednak prace nad rajdówką opóźniały się.
Pojazd został stworzony zgodnie z najnowszymi obowiązującymi standardami FIA dotyczącymi samochodów klasy Super 2000. Samochód wyposażono w czterocylindrowy dwulitrowy silnik benzynowy o mocy ok. 260 KM; sekwencyjną skrzynię biegów o sześciu przełożeniach, i mechaniczne dyferencjały. W przeciwieństwie do seryjnej Fabii II model S2000, napęd przenoszony jest na obie osie. Koniecznym wymogiem był także montaż klatki bezpieczeństwa oraz innych elementów typowych dla samochodu rajdowego, a wymaganych przez FIA.

## Dane techniczne
|                            | Skoda Fabia S2000 |
| -------------------------- | --- |
| Silnik                     | Benzynowy czterocylindrowy ułożony poprzecznie z przodu (jako podstawa wykorzystany był silnik 2,0 FSI 110 kW montowany do Octavii), 4 zawory na cylinder, aluminiowy blok i głowica |
| Pojemność skokowa          | 1998 cm3 |
| Moc maksymalna             | 260 KM |
| Maksymalny moment obrotowy | 235 Nm |
| Napęd                      | Stały napęd na 4 koła |
| Skrzynia biegów            | sześciostopniowa przekładnia sekwencyjna X-Trac, sprzęgło AP Racine – 184 mm |
| Dyferencjały               | trzy pasywne dyferencjały |
| Zawieszenie                | przód i tył kolumna MacPhersona Reiger Racing Suspension System |
| Koła                       | obręcze OZ o średnicy 18´´ (asfalt) i 15´´ (luźna nawierzchnia) |
| Hamulce                    | Brembo, tarcze o średnicy 355 mm z przodu i 300 mm z tyłu (asfalt), 300 mm z przodu i z tyłu (luźna nawierzchnia)                                                                    |